# Tomografia

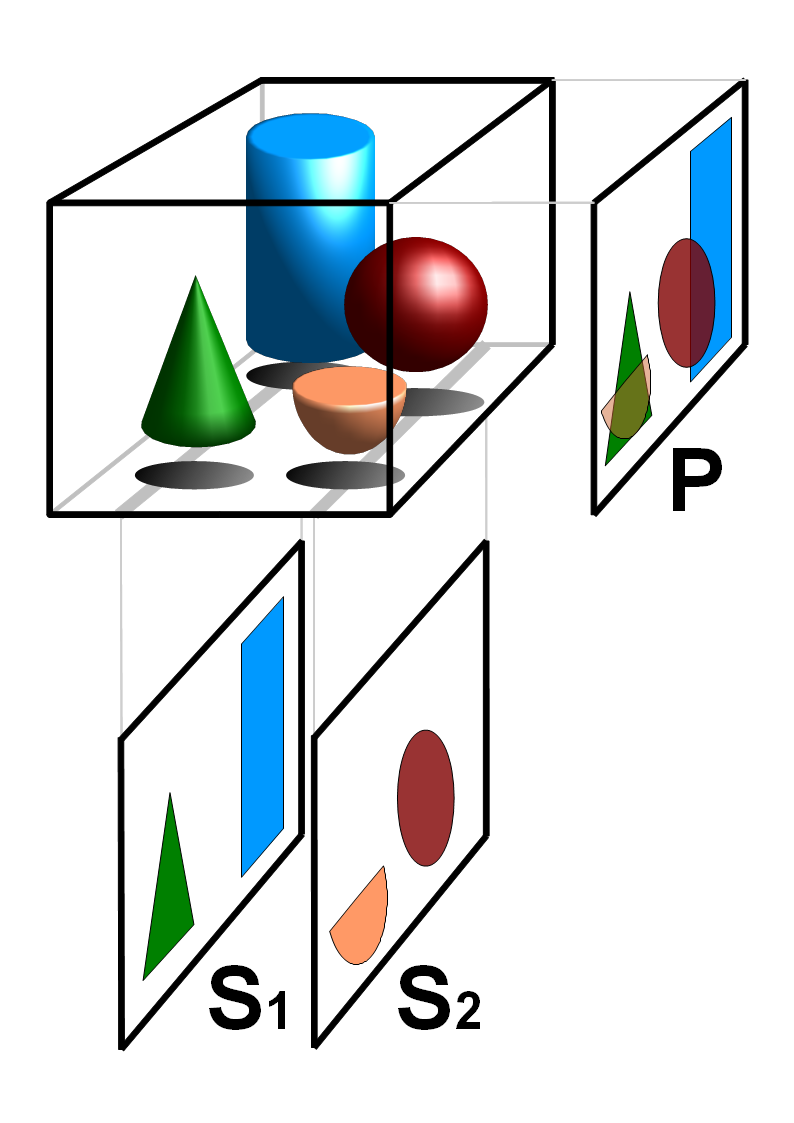
Podstawa działania tomografii: dwa niezależne przekroje tomograficzne S1 i S2, w porównaniu z (nie tomograficznym) rzutowanym obrazem P

Tomografia (gr. τομή, tomé, „przekrój”; γράφειν, gráfein, „zapisywać”) − technika obrazowania przekroju obiektu na podstawie pomiarów dokonywanych z zewnątrz. Tomografia znajduje zastosowanie w medycynie, kontroli procesów przemysłowych, radiologii, archeologii, biologii, naukach o atmosferze, geofizyce, oceanografii, fizyce plazmy, materiałoznawstwie, astrofizyce, informacji kwantowej i innych dziedzinach nauki. Urządzenie stosowane w tomografii nazywa się tomografem, a wytwarzany obraz to tomogram.
W różnych technikach tomograficznych mierzone są różne parametry fizyczne między innymi: pochłanianie promieniowania rentgenowskiego, czas rozchodzenia się fali ultradźwiękowej, sygnał rezonansu magnetycznego, promieniowanie powstające podczas anihilacji pozytonów, pojemność elektryczna. W przypadku większości technik tomograficznych otrzymywanie obrazów wymaga przeprowadzenia matematycznej procedurze nazywanej rekonstrukcją tomograficzną. Istnieje wiele różnych algorytmów rekonstrukcji.
Techniki tomograficzne używane w celu monitorowania szybkich procesów przemysłowych zbiorowo nazywane są technikami tomografii procesowej.

## Rodzaje technik tomograficznych
| Nazwa                                    | Źródło sygnału               | Zastosowanie                                                | Skrótowiec   |
| ---------------------------------------- | ---------------------------- | ----------------------------------------------------------- | ------------ |
| tomografia rentgenowska                  | promieniowanie rentgenowskie | medycyna                                                    |              |
| tomografia komputerowa                   | promieniowanie rentgenowskie | medycyna, przemysł                                          | TK, CT       |
| tomografia ultradźwiękowa                | ultradźwięki                 | medycyna                                                    |              |
| badanie rezonansem magnetycznym          | rezonans magnetyczny         | medycyna                                                    | RM, NMR, MRI |
| funkcjonalny rezonans magnetyczny        | rezonans magnetyczny         | medycyna                                                    | fMRI         |
| elektronowy rezonans paramagnetyczny     | rezonans magnetyczny         | medycyna                                                    | EPRI         |
| pozytonowa tomografia emisyjna           | rozpad beta plus             | medycyna, farmaceutyka                                      | PET          |
| tomografia emisyjna pojedynczych fotonów | promieniowanie gamma         | medycyna                                                    | SPECT        |
| obrazowanie cząstek magnetycznych        | superparamagnetyzm           | medycyna                                                    | MPI          |
| koherencyjna tomografia optyczna         | interferometria              | okulistyka, kardiologia, konserwacja i restauracja zabytków | OCT          |
| elektryczna tomografia pojemnościowa     | pojemność elektryczna        | przemysł                                                    | ECT          |
| elektryczna tomografia rezystancyjna     | rezystancja                  | geofizyka                                                   | ERT          |
| elektryczna tomografia impedancyjna      | impedancja                   | medycyna                                                    | EIT          |
| tomografia sejsmiczna                    | fala sejsmiczna              | geofizyka                                                   |              |
| mikrotomografia                          | promieniowanie rentgenowskie | medycyna, przemysł                                          | CMT          |
| obrazowanie Zeemana-Dopplera             | zjawisko Zeemana             | astrofizyka                                                 |              |
| radiografia mionowa                      | mion                         | geofizyka, detekcja odpadów radioaktywnych                  | MST          |